# Сан Паоло (Болцано)
Сан Паоло је насеље у Италији у округу Болцано, региону Трентино-Јужни Тирол.
Према процени из 2011. у насељу је живело 1506 становника. Насеље се налази на надморској висини од 400 м.